# Duboševica
Duboševica est un village de la municipalité de Draž (Comitat d'Osijek-Baranja) en Croatie. Au recensement de 2011, le village comptait 554 habitants.